# Lumban Bagasan
Lumban Bagasan is een bestuurslaag in het regentschap Toba Samosir van de provincie Noord-Sumatra, Indonesië. Lumban Bagasan telt 707 inwoners (volkstelling 2010).